# Phellinus everhartii
Phellinus everhartii är en svampart som först beskrevs av Ellis & Galloway, och fick sitt nu gällande namn av Albert Pilát 1942. Phellinus everhartii ingår i släktet Phellinus och familjen Hymenochaetaceae.   Inga underarter finns listade i Catalogue of Life.